# 格鲁吉亚国旗
格鲁吉亚國旗，俗称“五十字旗”，是一面十分古老的旗幟。早在公元5世紀，白底紅色聖喬治十字的旗幟已經是格魯吉亞民族和國家的象徵。在塔瑪拉女王時代，此旗是對抗塞爾柱帝國入侵的象徵。四個模仿了耶路撒冷十字的小型十字，是在1334年增添的。
在1918年至1921年和1991年至2004年間，一面由黑、白、褐三色组成的三色旗成為了格鲁吉亚國旗，其象征格鲁吉亚人民通过流血斗争（褐色），告别黑暗的过去（黑色），赢得光明的未来（白色）。蘇聯政府自1922年起，严禁格鲁吉亚境内使用此三色旗，直至1991年4月格鲁吉亚独立。
在2003年末期，格鲁吉亚人民抗议总统破坏议会选举公正的抗议中，五十字旗作为格鲁吉亚民众维护国家传统的象征，频繁出现在游行示威人群中。
2004年1月15日，格鲁吉亚议会批准废除黑白褐三色旗，并由五十字旗取代为格鲁吉亚新国旗。十天后，新上台的總統米哈伊爾·薩卡什維利正式确认五十字旗为该国國旗。

## 设计
- 2004年1月25日颁布的总统令所描述的格鲁吉亚国旗设计如下：

| 绘制方法 | 标准 |
| -------- | --- |
|          | \| \| 格鲁吉亚国旗是一个白地长方形，在中心有一个大的红色十字延伸至旗帜的四条边。在四个角内分别绘有与大十字颜色相同的耶路撒冷十字 \| |
|          | 格鲁吉亚国旗是一个白地长方形，在中心有一个大的红色十字延伸至旗帜的四条边。在四个角内分别绘有与大十字颜色相同的耶路撒冷十字          |

| 标准 | 红          | 白          |
| ---- | ----------- | ----------- |
| RGB  | 255-0-0     | 255-255-255 |
| CMYK | 0-100-100-0 | 0-0-0-0     |
| Web  | #FF0000     | #FFFFFF     |

## 历史旗帜

伊比利亚公国和桃克拉耶蒂公国国旗（548~888和888~1008）
格鲁吉亚王国国旗(978-1466)
大卫四世的旗帜，在他统治期间通过
塔玛王后的旗帜，在她统治期间通过
明雷利亚公国的旗帜
明雷利亚公国的旗帜（1560年代）
卡爾特利-卡赫蒂王國的国旗 (1762–1801)
格鲁吉亚民主共和国国旗（1918–1921）
外高加索民主联邦共和国
外高加索社会主义联邦苏维埃共和国国旗
格鲁吉亚苏维埃社会主义共和国国旗（1921–1922）
格鲁吉亚苏维埃社会主义共和国国旗（1922–1937）
格鲁吉亚苏维埃社会主义共和国国旗（1937–1951）
格鲁吉亚苏维埃社会主义共和国国旗（1951–1990）
格鲁吉亚国旗（1990–2004）

### 國旗变迁時間軸
|            |           |           |           |           |           |       |
| 1918－1921 | 1921–1922 | 1922–1937 | 1937–1951 | 1951–1990 | 1990–2004 | 2004- |

## 軍用旗

陸軍旗
軍艦旗
国防部长旗
参谋长旗